# إليزابيث مارشال
إليزابيث مارشال (بالألمانية: Elisabeth Marschall)‏ (و. 1886 – 1947 م) هي ممرضة، ومعذبه ألمانية، ولدت في ماينينغن، كانت عضوةً في الحزب النازي، توفيت في هاملن، عن عمر يناهز 61 عاماً، بسبب شنق.